# Hydrocotyle indecora
Hydrocotyle indecora là một loài thực vật có hoa trong Họ Cuồng. Loài này được DC. mô tả khoa học đầu tiên.